# Jacob Denys (II)

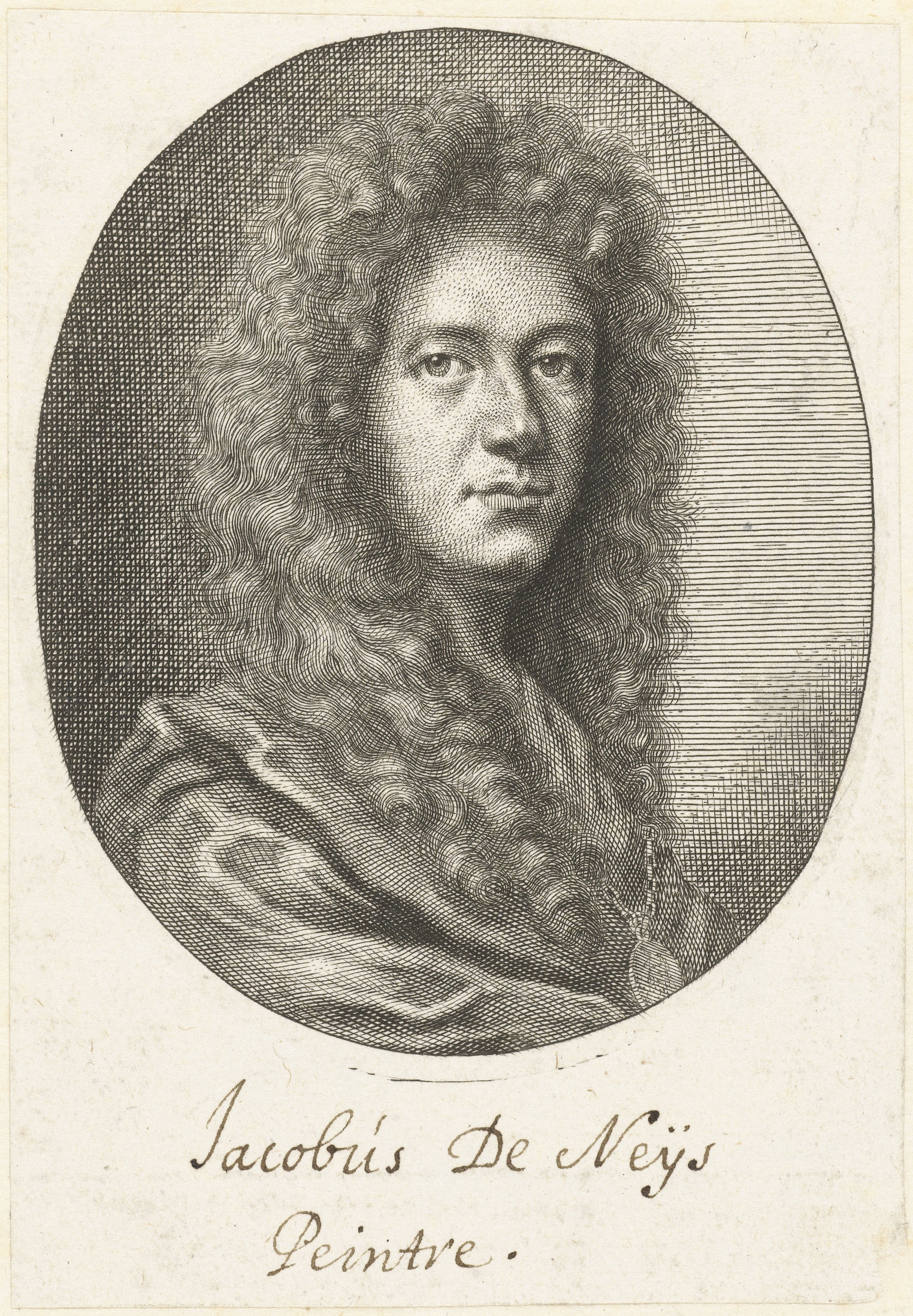
Jacob Denys

Jacob Denys (II) (Antwerpen, gedoopt op 29 juli 1644 – Mantua, na 21 augustus 1700) was een Zuid-Nederlands schilder van landschappen, portretten en historiestukken.
Hij was de zoon van de kunstschilder Frans Denys en Martina Vleckhamers en een neef van Jacob Denys (I). In 1691 trouwde hij met de weduwe Isabella Librechts.
Denys was leerling van zijn vader en van Erasmus Quellinus (II). Zijn carrière begon in Italië, waar hij in 1666 actief was in Venetië, Rome, Napels en Bologna. Tussen 1666 en 1671 werkte hij in Mantua, en in 1672 aan het hof van Cosimo III de' Medici in Florence. Later dat jaar vertrok hij naar Sabbioneta en keerde in 1674 terug naar Venetië. In 1675 vestigde hij zich opnieuw in Mantua. Na dertien jaar keerde Denys terug naar Antwerpen (1679), waar hij in het gildejaar 1679/1680 wijnmeester werd van de Sint-Lucasgilde. Van 1680 tot 1682 was hij werkzaam in Brussel voor Allessandro Farnese. In 1691 trad hij in het huwelijk, en in 1697 keerde hij terug naar Mantua, waar hij tot zijn dood verbleef. Uit zakelijke documenten blijkt dat Denys in Antwerpen welgesteld was.
Er is verwarring rond de naam Jacob Denys, omdat naast deze Jacob Denys nog twee andere schilders met dezelfde naam bestonden: zijn oom Jacob Denys (I) en een niet-verwante Jacob Denys (III).

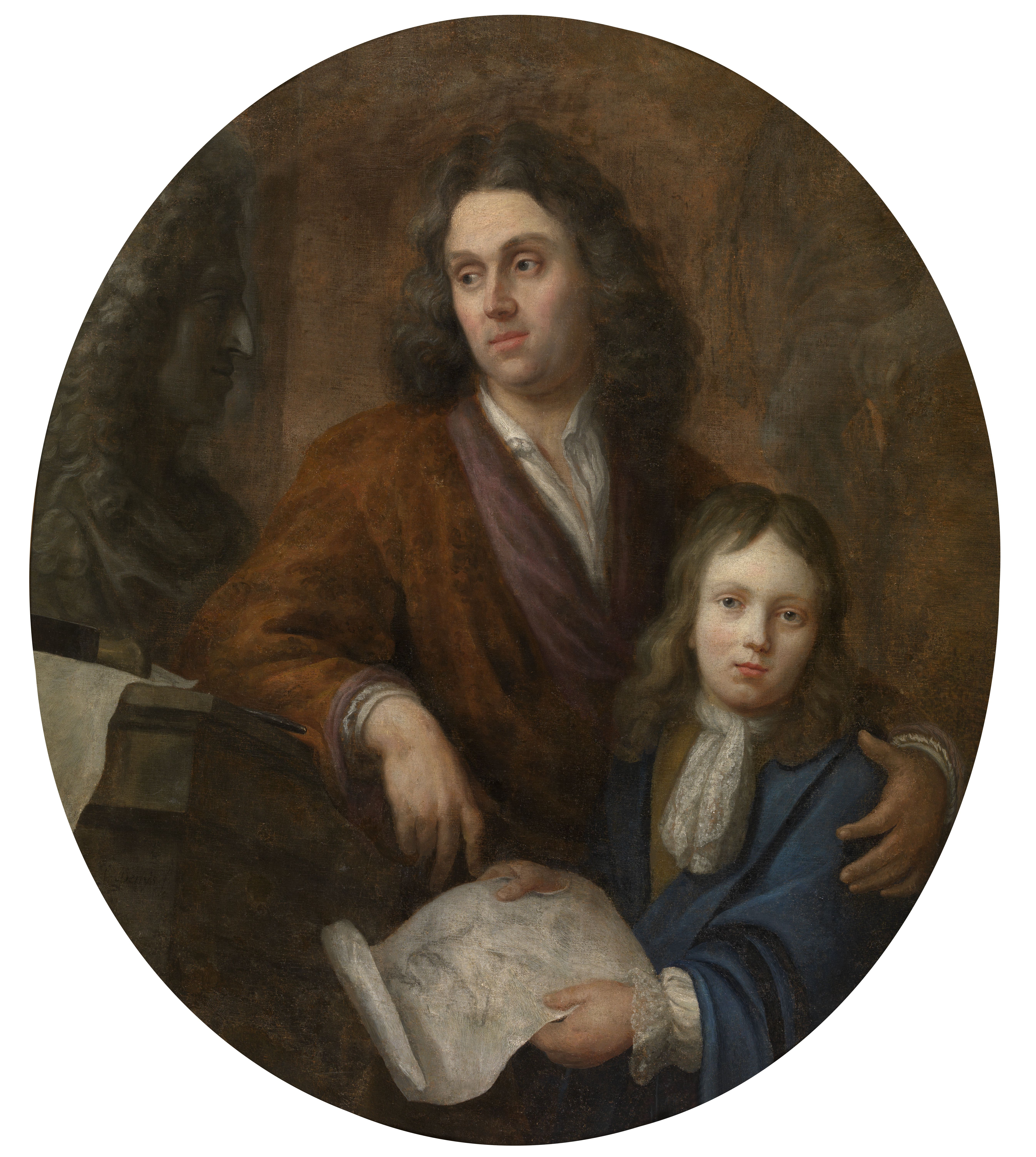
De beeldhouwer Willem Kerricx en zijn zoon Willem Ignatius
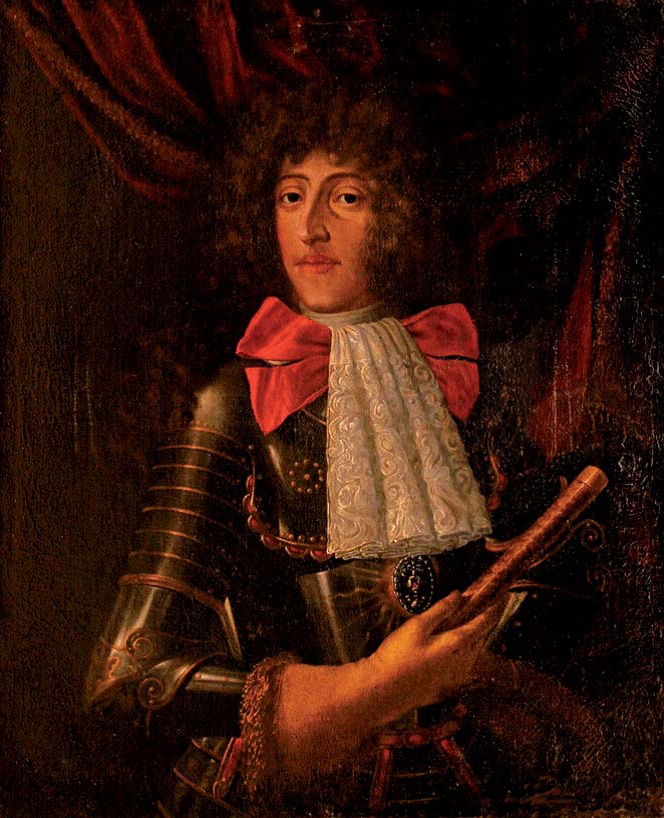
Ferdinando Carlo Gonzaga, hertog van Mantua

- Biografisch Portaal: 40657352
- Gemeinsame Normdatei: 121990028
- RKD-Nederlands Instituut voor Kunstgeschiedenis: 22004
- Union List of Artist Names: 500044291
- Virtual International Authority File: 37788384